# Старая Бухаловка
Старая Бухаловка (бел. Стара́я Бу́халаўка) — деревня в Терешковичском сельсовете Гомельского района Гомельской области Республики Беларусь.

## География

### Расположение
В 11 км от железнодорожной станции Уть (на линии Гомель — Чернигов), 13 км на юг от Гомеля.

### Гидрография
Река Уть (приток реки Сож).

## Транспортная сеть
Транспортные связи по просёлочной, затем автомобильной дороге Старые Ярыловичи — Гомель. Планировка состоит из короткой, почти прямолинейной улицы, ориентированной почти меридионально и застроенной деревянными домами усадебного типа.

## История
По письменным источникам известна с XIX века, когда здесь находились 2 фольварка. Владелица одного из них дворянка Белецкая имела в 1870 году 107 десятин земли, доставшиеся ей в наследство. Хозяин второго фольварка владел в 1871 году 386 десятинами земли и водяной мельницей. Действовал хлебозапасный магазин. Согласно переписи 1897 года деревня Бухоловка (она же Островки). В скором времени переселенцы основали деревню Новая Бухоловка, а деревня Бухоловка стала называться Старая Бухоловка.
В 1926 году в Старотерешковичском сельсовете Дятловичского района Гомельского округа. 1932 году жители вступили в колхоз. Во время Великой Отечественной войны в сентябре 1943 года немецкие оккупанты полностью сожгли деревню и убили 6 жителей. 4 жителя погибли на фронте. В 1959 году в составе совхоза «Новобелицкий» (центр — деревня Терешковичи).

## Население

### Численность
- 2019 год — 9 жителей

### Динамика
- 1897 год — 147 жителей (согласно переписи).
- 1926 год — 18 дворов.
- 1959 год — 53 двора (согласно переписи).
- 2004 год — 9 хозяйств, 11 жителей.
- 2009 год — 7 жителей (перепись населения).
- 2019 год — 9 жителей (перепись населения).